# Código de Águas Minerais
O Código de Águas Minerais é uma lei federal brasileira editada pelo Decreto-Lei n.º 7.841, de 8 de agosto de 1945, que regula o aproveitamento comercial das fontes de águas minerais ou de mesa, situadas em terrenos de domínio público ou do domínio particular.
Dispõe sobre autorização para a pesquisa e lavra de águas minerais; regulamenta estâncias que exploram águas potáveis, ou de mesa, balneários, comércio de águas; estabelece a classificação química de águas minerais, a classificação de fontes de águas minerais e a tributação sobre fontes.
Define águas minerais como aquelas provenientes de fontes naturais ou de fontes artificialmente captadas que possuam composição química ou propriedades físicas ou físico-químicas distintas das águas comuns, com características que lhes confiram uma ação medicamentosa.